# Su Maozhen
Dans ce nom chinois, le nom de famille, Su, précède le nom personnel.
Su Maozhen, né le 30 juillet 1972 à Qingdao, est un ancien footballeur chinois, désormais entraîneur.